# Rodeio
Rodeio è un comune del Brasile nello Stato di Santa Catarina, parte della mesoregione della Vale do Itajaí e della microregione di Blumenau.

## Popolazione
Nel 1875 sono arrivati centinaia di tirolesi di lingua italiana (trentini) oriundi dell'antico Impero Austro-Ungarico ai quali si aggiunsero alcune famiglie di emigrati veneti e lombardi, così come emigrati polacchi e tedeschi. La maggioranza degli abitanti di Rodeio ha le sue origine nel trentino allora chiamato Tirolo Italiano, tanto che sono tanti gli abitanti (anche giovani) che ancora parlano il dialetto trentino, d oppure "talian" per evidenziare il gruppo linguistico, visto che la valle è abitata da tante famiglie tedesche. Le principali attività agricole sono quelle di coltivazione di riso e banane.

## Storia
Il nome di Rodeio deriva dal fatto che i suoi primi esploratori si resero conto di girare in tondo, come in un rodeo. La località diventò una municipalità nel maggio 1936.
Situata nella media Valle del rio Itajaí, regione popolata per la maggior parte da discendenti di immigrati tedeschi, Rodeio ha una popolazione composta per l'80% da persone con antenati trentini perché i primi colonizzatori erano tutti tirolesi di lingua italiana, arrivati a partire dal 1875, provenienti da diverse valli dell'antico Tirolo Meridionale (attuale Provincia Autonoma di Trento), marcando profondamente la cultura locale. 
I Tirolesi hanno aiutato gli emigrati tedeschi durante la colonizzazione della valle perché tanti di loro parlavano il tedesco e potevano, così aiutare con la comunicazione tra gli emigrati della Germania e quelli provenienti dal Veneto e dalla Lombardia. Prima di essere una città "italiana" nella zona, Rodeio fu una delle principali comunità austriache del Brasile e nel 1909 venne fondata la Lega Austriaco-Brasiliana di Rodeio con il suo statuto scritto in lingua italiana.
Il 19 agosto 2017 è stato sottoscritto tra le Amministrazioni comunali di Fornace (Trento, Italia) e di Rodeio (Santa Catarina, Brasile) un Patto di Amicizia, punto di partenza per un percorso di approfondimento della conoscenza reciproca e per il consolidamento dei legami che derivano dalla storia.
Le valli del Trentino, ostiche e avare, sono state protagoniste a fine '800 di ampia emigrazione verso il Sud America (lo stato di Santa Caterina in particolare). Da Fornace, in tre ondate, dai 250 ai 300 compaesani intrapresero quel "viagio de sola andata" che lega indissolubilmente due comunità divise dall'oceano, ma accomunate dalla famigliarità dei cognomi e della lingua, il dialetto trentino.
A fine 2019 Rodeio viene nominata Capital Catarinense dos Trentinos.

## Cultura
Il dialetto trentino e la lingua italiana sono ancora molto presenti nella vita quotidiana della popolazione di Rodeio. La culinaria tradizionale presenta la polenta, i cràuti (cavoli acidi, dal tedesco Sauerkraut), la luganega, così come altri piatti tipici della terra trentina come lo strudel o il vino di arancia, lì chiamato sbrèga giaghéte. Anche i vini rossi sono presenti e prodotti nella propria zona.
Una delle principali attrazioni di Rodeio è "La sagra"; dura dieci giorni, durante i quali si svolgono delle celebrazioni tradizionali trentine, con vino e piatti tipici, animate da gruppi di musica e danza alpina. Si svolge in settembre.